# Petromus typicus
Petromus typicus és una espècie de mamífer rosegador del parvordre dels fiomorfs. És l'única espècie vivent del gènere Petromus i de la família dels petromúrids. Viu en zones rocoses de Sud-àfrica, Namíbia i el sud d'Angola. Menja fulles i herba.
Petromus typicus mesura 13,5-21 cm de llargada, té una cua d'11,5-17 cm i pesa 170-262 g. Té la cua llarga i peluda i el cap aplatat. El color varia entre gris, ocre, marró i gairebé negre. Li agrada prendre el sol en parelles o grups petits, però és molt tímid i fuig davant de qualsevol pertorbació. Utilitza l'orina per marcar roques.